# Поезд-беглец
«Поезд-беглец», или «Сбежавший поезд» (англ. Runaway Train) — приключенческий фильм режиссёра Андрея Кончаловского. Этот фильм стал дебютом для Дэнни Трехо и Томми Тайни Листера, которые сделали успешную карьеру в качестве характерных актёров в виде «крутых парней». Сценарий Джордже Миличевича, Пола Зинделя и Эдварда Банкера был основан на оригинальном сценарии 1960-х годов Акиры Куросавы, с неуказанным в титрах вкладом Хидэо Огуни и Рюдзо Кикусимы — частых соавторов Куросавы.

## Сюжет
Действие фильма происходит зимой на Аляске. В тюрьме строгого режима Стоунхэвен ждёт смертной казни безжалостный грабитель банков Оскар Манхейм (Джон Войт), в определённых кругах более известный как Мэнни. Он уже дважды сбегал из тюрьмы, и, в конце концов, начальник тюрьмы Рэнкен (Джон Патрик Райан) сажает постоянного беглеца в клетку. Однако спустя три года суд смягчил наказание Мэнни, приказав выпустить того из клетки, что резко повысило популярность последнего среди заключённых. Униженный таким образом Рэнкен желает отомстить, наняв убийцу из числа заключённых. Покушение проваливается: убийца проткнул ножом левую руку и кисть внезапно повернувшегося Мэнни, и затем от страха стал кричать, что его заставил Рэнкен. Мэнни решает бежать.
К Мэнни присоединяется Бак Логан (Эрик Робертс) — наивный и весьма разговорчивый молодой заключённый, отбывающий срок за совращение несовершеннолетней девушки и желающий за счёт совместного побега с Мэнни повысить свой авторитет. Сбежав по канализации из тюрьмы, беглецы вскоре оказываются на железнодорожной станции, где переодеваются железнодорожниками. После они незамеченными садятся в сплотку локомотивов (четыре тепловоза) и прячутся в машинном отделении последнего тепловоза. Тем временем, после приведения локомотивов в движение у пожилого машиниста случается сердечный приступ, он пытается остановить поезд вспомогательным тормозом, после чего выходит на наружную площадку, чтобы отдышаться, но теряет сознание и падает с локомотива. При этом рукоятка контроллера машиниста остаётся на ходовой позиции, и сила тяги двигателей преодолевает тормозное усилие, что приводит к сгоранию тормозных колодок и выходу тормозов из строя. Неуправляемый поезд продолжает движение, набирая скорость. Выбравшись из одной клетки, Мэнни попадает в другую — поезд движется на огромной скорости и сойти с него не так просто.
Смотрители поездов и дежурный по станции предупреждают о произошедшем диспетчера. По случайному совпадению, в тот день дежурит диспетчер Фрэнк Барстоу (Кайл Хеффнер) — создатель системы централизованного управления движением. Чтобы избежать гибели людей, он переводит неуправляемый поезд на главный путь, однако, узнав, что единственный машинист выпал из тепловоза, тут же сожалеет о содеянном, но время уже упущено. Для освобождения главного пути диспетчер на разъезде отправляет на боковой путь встречный грузовой поезд, но из-за неспешных действий машиниста неуправляемая сплотка локомотивов врезается в хвост грузового поезда, разбив бригадный вагон. Теперь после столкновения на поезде-беглеце сломан ограничитель скорости. Диспетчер решает пустить поезд под откос, отправив его в сбрасывающий тупик, но неожиданно путевой обходчик докладывает, что поезд-беглец подаёт звуковые сигналы. Это была помощница локомотивного машиниста Сара (Ребекка Де Морнэй), которая мирно спала во втором локомотиве и проснулась от столкновения. Заклиненная от удара центральная дверь устаревшего второго локомотива (вагонная компоновка без привычных боковых проходов) не даёт ей возможности перейти в кабину головного локомотива. Опасаясь возможного столкновения, она перебирается в хвост поезда, где и натыкается на беглецов. Поезд мчится к химическому заводу, угрожая жителям катастрофой. Диспетчер дает команду убрать поезд с главного пути на заброшенную ветку, оканчивающуюся тупиком. Начальник тюрьмы Рэнкен догоняет поезд на вертолёте и по верёвочной лестнице спускается на первый локомотив, где его уже поджидает Мэнни, перепрыгнувший со второго локомотива. В короткой потасовке Мэнни разоружает Рэнкена (предварительно брызнув противнику в лицо струёй из огнетушителя), приковывает того наручниками и затем отцепляет тройку локомотивов от ведущего. Одинокий локомотив несётся в тупик, а на его крыше стоит Мэнни.
Фильм заканчивается цитатой из пьесы Шекспира «Ричард III»:
Бывает зверь свиреп, но и ему знакома жалость.

Нет жалости во мне, а значит, я — не зверь.

## В ролях
| Актёр             | Роль                  |
| ----------------- | --------------------- |
| Джон Войт         | Мэнни                 |
| Эрик Робертс      | Бак                   |
| Ребекка Де Морнэй | Сара                  |
| Томми Листер      | Джексон               |
| Джон Патрик Райан | Ранкен                |
| Дэнни Трехо       | боксёр (дебют в кино) |
| Эдди Банкер       | Иона, брат Мэнни      |
| Хэнк Уорден       | старый мошенник       |

## Производство
Акира Куросава написал сценарий, намереваясь снять свой первый цветной фильм после «Красной бороды», но трудности с американскими финансовыми поручителями вынудили его отложить сценарий до лучших времён.
Железнодорожная компания «Аляскинская железная дорога» решила, что их логотип не должен показываться в фильме. Действие фильма происходит близ ледника Портейдж на полуострове Кенай (Kenai peninsula) на южном побережье штата Аляска у городов Уиттиер и Грандвью.
Роль Ребекки Де Морнэй изначально должна была исполнить Карен Аллен.
Некоторые тюремные сцены были сняты в городе Дир-Лодж, а железнодорожные сцены (станция) — в городе Анаконда (штат Монтана).
В фильме использовались локомотивы железнодорожной компании Alaska Railroad (англ.): EMD GP40 № 3010, EMD F7 № 1500 и два EMD GP7 (№ 1801 и № 1810). Во время службы на Alaska Railroad тепловозы GP7 получили короткий капот уменьшенной высоты (в целях улучшения обзора вперёд из кабины), но для съёмок фильма были оснащены имитацией оригинального капота полной высоты.

## Награды и номинации
- 1986 год — три номинации на премию «Оскар»: лучшая мужская роль (Джон Войт), лучшая мужская роль второго плана (Эрик Робертс), лучший монтаж (Генри Ричардсон).
- 1986 год — премия «Золотой глобус» за лучшую мужскую роль — драма (Джон Войт), а также две номинации: лучший фильм — драма, лучшая мужская роль второго плана (Эрик Робертс).
- 1986 год — номинация на «Золотую пальмовую ветвь» Каннского кинофестиваля.

## Комментарии
1. ↑  Под названием «Сбежавший поезд» фильм первоначально появился в видеопрокате и на пиратских кассетах[1].